# 黎錦暉
黎錦暉（1891年9月5日—1967年2月15日），字均荃，男，湖南湘潭人，中國近代音樂教育學家，流行音樂奠基人，被譽為「中國流行音樂之父」。

## 生平
黎錦暉1891年出生於湖南湘潭，排行第二，長兄為國學家黎錦熙，兄弟八人有「黎氏八駿」之譽。自幼學習古琴和彈撥樂器。1912年畢業於國立高等師範圖工科。1916年參加北京大學音樂團。
1920年受聘於上海中華書局編輯國語教科書。1922年回長沙，先後任明德、周南等校音樂教師。青年時代受到長兄教育改革思想之影響，提倡新音樂運動，主張新音樂與新文學運動並進。他創作了大量兒童歌劇、歌舞及歌曲。兒童歌劇《麻雀與小孩》、《葡萄仙子》、《三蝴蝶》、《小小畫家》等，歌曲《神仙妹妹》、《可憐的秋香》、《月明之夜》、《老虎叫門》等。這些作品文字通俗易懂，音樂簡練明快，流傳極廣。此外，黎錦暉又投入流行音樂的創作。如《毛毛雨》、《妹妹我愛你》等作品，標誌著中國流行歌曲的誕生。
1927年起，先後在上海創辦中華歌舞學校及中華歌舞團。1928年，率領中華歌舞團遠赴香港、泰國、印尼、馬來亞、新加坡等地巡迴演出，《毛毛雨》等流行歌曲即已與他的兒童歌舞一起成為主要節目。1929年，組織明月歌舞团，到全國各地巡迴演出，培養出周璇、聶耳、王人美、嚴華、黎錦光、嚴折西、黎明暉、黎莉莉、白虹、陳燕燕等藝術家及演藝工作者。同年，因經費困難滯留新加坡，編寫流行曲一百首寄回上海，包括《桃花江》、《特別快車》等，由文明書局出版。1931年，明月歌舞团併入聯華影業公司。抗日戰爭時期赴重慶，1940年任中國電影製片廠編導委員。1949年後，於上海美術電影製片廠擔任作曲。文革時受到紅衛兵衝擊，1967年逝世於上海。